# Ferocactus macrodiscus
Ferocactus macrodiscus ist eine Pflanzenart aus der Gattung Ferocactus in der Familie der Kakteengewächse (Cactaceae). Das Artepitheton macrodiscus leitet sich von den griechischen Worten makros für ‚groß‘ sowie diskos für ‚Scheibe‘ ab und verweist auf die großen, flachen diskusartigen Triebe der Art. Ein spanischer Trivialname ist „Viznaga Caballona“.

## Beschreibung
Ferocactus macrodiscus wächst einzeln mit scheibenförmigen, hellgrünen oder gelblich grünen Trieben, die deutlich in den Boden eingesenkt sind. Die Triebe besitzen eine Pfahlwurzel und erreichen bei Durchmessern von 30 bis 40 Zentimetern Wuchshöhen von bis zu 10 Zentimeter. Es sind 13 bis 35 scharfkantige Rippen vorhanden, die gehöckert und eingekerbt sind. Unterhalb der weit auseinander stehenden Areolen sind sie abgeflacht und verdickt. Die aus den Areolen entspringenden Dornen sind rot oder gelb. Die vier über Kreuz stehenden Mitteldornen sind ein wenig abgeflacht und bis zu 3,5 Zentimeter lang. Die sechs bis acht rückwärts gebogenen Randdornen sind 2 bis 3 Zentimeter lang. Die Mehrzahl von ihnen ist drehrund.

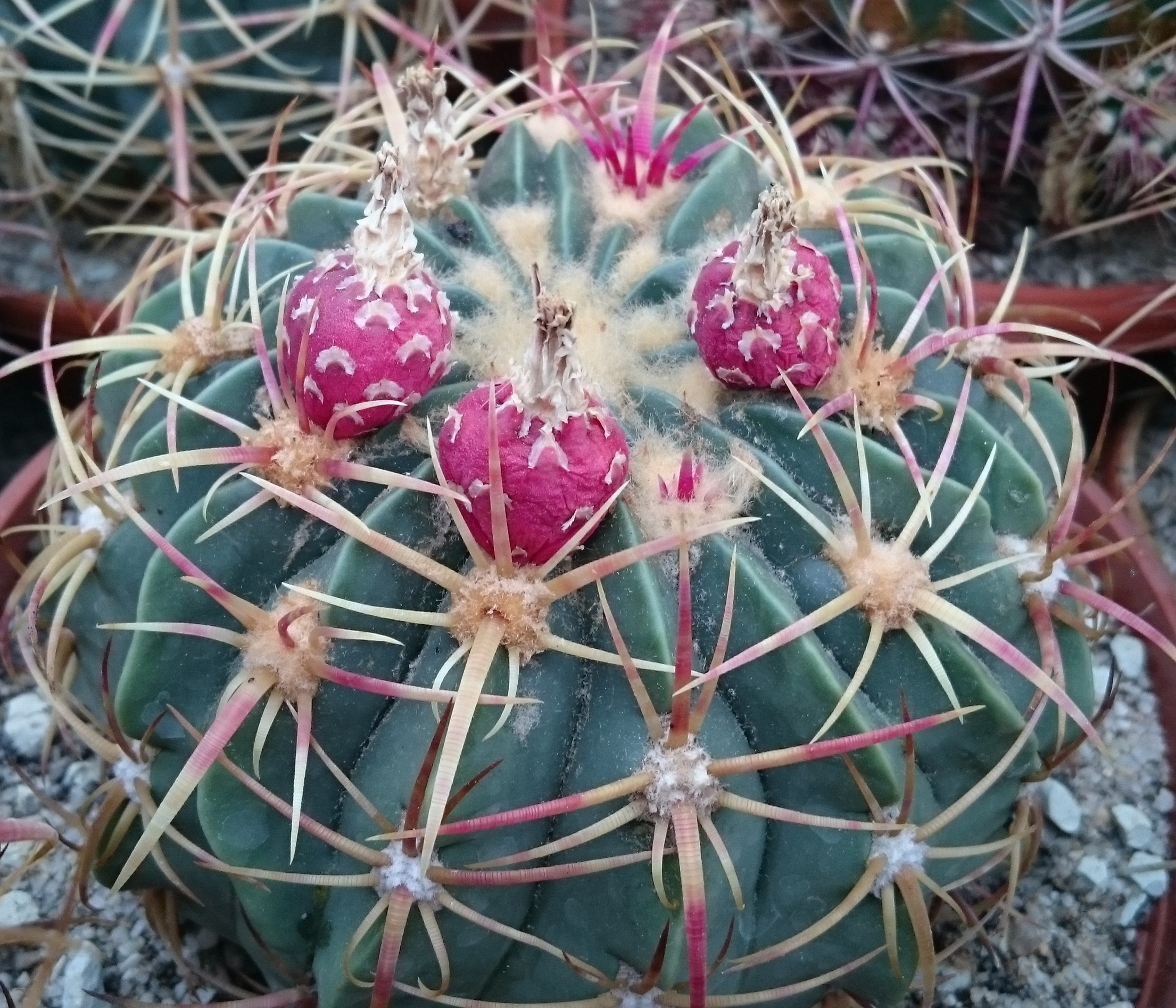
Pflanze mit Früchten

Die glockenförmigen Blüten sind etwas purpurrosafarben. Die Blütenhüllblätter sind weiß gerandet. Die Blüten erreichen eine Länge von 3 bis zu 4 Zentimeter und weisen ebensolche Durchmesser auf. Die bis zu 4 Zentimeter langen, magentafarbenen Früchte sind unregelmäßig kugelförmig.

## Verbreitung, Systematik und Gefährdung
Ferocactus macrodiscus ist im Hochland der mexikanischen Bundesstaaten San Luis Potosí, Querétaro, Guanajuato, Puebla und Oaxaca verbreitet.
Die Erstbeschreibung als Echinocactus macrodiscus erfolgte 1832 durch Carl Friedrich Philipp von Martius. Nathaniel Lord Britton und Joseph Nelson Rose stellten sie 1922 in die Gattung Ferocactus. Ein nomenklatorisches Synonym ist Bisnaga macrodisca (Mart.) Doweld (1999).
Es werden folgende Unterarten unterschieden:
- Ferocactus macrodiscus subsp. macrodiscus
- Ferocactus macrodiscus subsp. septentrionalis (J.Meyrán) N.P.Taylor

In der Roten Liste gefährdeter Arten der IUCN wird die Art als „Vulnerable (VU)“, d. h. als gefährdet geführt.

## Nachweise